# Holophilarmostes badius
Holophilarmostes badius är en skalbaggsart som beskrevs av Rudolph Petrovitz 1967. Holophilarmostes badius ingår i släktet Holophilarmostes och familjen Hybosoridae. Inga underarter finns listade i Catalogue of Life.